# 奈良岡良二
奈良岡 良二（ならおか りょうじ、1908年4月2日 - 1992年6月2日）は、日本の競歩選手、保健体育学者。
1936年ベルリンオリンピックで50キロメートル競歩に出場。競歩競技では日本初のオリンピック選手である。

## 経歴
青森県南津軽郡浪岡町（現青森市浪岡）出身。青森県師範学校卒業
1936年ベルリンオリンピックで50キロメートル競歩に出場した。競歩競技では日本初のオリンピック選手である。成績は5時間7分15秒（19位）（Athletics at the 1936 Summer Olympics – Men's 50 kilometres walk参照）。
1944年（昭和19年）から北京大学副教授を務めた。帰国後、青森県の高等学校長を歴任。校長を務めた学校には、郷里にある浪岡高等学校も含まれる。大湊高等学校校長在任中の1967年には「耐久遠足」を創設した。
1971年（昭和46年）から1988年（昭和63年）まで弘前学院大学教授に在任した。

## 著書
- 歩行の美と力 正しく美しい歩きかたの科学（第一法規出版、1968年）